# Emilio Molinari
Emilio Molinari (Milán; 12 de noviembre de 1939-5 de julio de 2025) fue un político italiano. De 1984 a 1985 fue miembro del Parlamento Europeo, en representación de Italia por la Democracia Proletaria. De 1992 a 1994 se desempeñó como senador en representación de Lombardía por la Federación de los Verdes.